# La màquina del judici final
"La màquina del judici final" (títol original en anglès "The Doomsday Machine") és el sisè episodi de la segona temporada de la sèrie de televisió de ciència-ficció estatunidenca Star Trek. Escrit per Norman Spinrad i dirigit per Marc Daniels, es va emetre per primera vegada el 20 d'octubre de 1967. A l'episodi, la nau estel·lar Enterprise lluita contra una poderosa màquina de matar planetes d'una altra galàxia.

## Argument
El USS Enterprise, seguint un rastre de sistemes estel·lars misteriosament destruïts, recull la balisa de socors automatitzada d'una de les naus germanes de Enterprise, l'USS Constellation. En arribar, la Constellation es troba molt danyada i a la deriva a l'espai; el capità Kirk, l'oficial mèdic en cap Dr. McCoy, l'enginyer en cap Scott, i un equip de control de danys es transporten a la nau per avaluar-la. Un cop allà, descobreixen l'únic membre de la tripulació que encara a bord: el comandant de la nau comodor Matt Decker, que està patint d'un xoc mental greu.
Després que McCoy li injectés un sedant, Decker explica que ell i la seva tripulació havien descobert una màquina gegant, de milles de llarg, que utilitzava feixos d'antiprotons per trencar planetes, consumint les runes com a combustible. L'atac de Constellation a la màquina va ser ineficaç, i el vaixell va patir greus danys. Decker va evacuar la seva tripulació a un planeta proper, remanent a bord de la Constellation fins al final; no obstant això, la màquina posteriorment va destruir el transportador de la nau, i després el planeta, matant a tota la tripulació. Kirk teoritza que la màquina és una antiga màquina del dia del judici final, que s'ha d'aturar abans que arribi als sectors més poblats de la galàxia. McCoy i Decker es transporten a l’Enterprise, que ha agafat la Constellation a remolc, mentre l'equip de control de danys de Scott intenta reparar els motors d'impuls, les armes i els escuts danyats de la Constellation. Kirk atén la pantalla de visualització no funcional de la Constellation, que, a part de les comunicacions de Enterprise, serà el seu únic mitjà per controlar els esdeveniments fora de la nau.
El primer oficial de l’Enterprise, Spock, informa a Kirk de la sobtada aparició del Planeta Assassí, que comença a perseguir l’Enterprise. Mentre el grup d'embarcament de Kirk es prepara per tornar a bord, la màquina ataca l’Enterprise, danyant el transportista i interrompent les comunicacions. Decker, ara l'oficial superior a bord de l’Enterprise, assumeix el comandament i ordena un atac de faser a la màquina; això falla, ja que el casc de la màquina és de neutroni sòlid. Decker es nega a retirar-se, i el Planeta Assassí captura l'Enterprise amb un raig tractor, arrossegant-lo a les seves fauces.
En completar la reparació de la pantalla de visualització de Constellation, Kirk se sorprèn de veure que l’Enterprise s'enfronta al Planeta Assassí. Scott ha aconseguit reparar els motors d'impuls de la Constellation i un dels seus bancs de fasers, de manera que Kirk utilitza la nau paralitzada per apropar-se i disparar contra el Planeta Assassí, distraient-lo el temps suficient per permetre a l’Enterprise escapar del seu raig tractor. Després de reparar el transportador i restablir les comunicacions de veu, Enterprise es retira a una distància segura. Spock relleva a Decker del comandament sota l'autoritat de Kirk, i Decker és escortat a Sickbay. Tanmateix, Decker sotmet la seva escorta de seguretat i roba una llançadora. Superat per la culpa del supervivent per la pèrdua de la seva tripulació, Decker informa a Spock que està volant amb la llançadora directament a la gola de la màquina. Kirk demana a Decker que torni a l’Enterprise, però Decker no es desvia del seu rumb i mor.
El tinent Sulu informa que l'explosió de la llançadora ha reduït la potència del Planeta Assassí en una petita quantitat. En adonar-se que aquesta podria haver estat la intenció de Decker, i amb l'esperança que una nau estel·lar faria molt més dany, Kirk idea un pla per explotar Constellation dins del Planeta Assassí. Davant les objeccions de Spock, Kirk insisteix a pilotar ell mateix la nau estel·lar danyada, i Scott manipula els motors d'impuls perquè explotin amb un retard de trenta segons abans de la detonació, advertint al seu capità que un cop activat el temporitzador, no hi ha manera d'avortar-lo.
Amb la resta del grup d'embarcament transportat de tornada a Enterprise, Kirk apunta Constellation a les fauces del Planeta Assassí, activa el temporitzador i ordena a l’Enterprise que l'enviï a bord. El transportador funciona malament i Scott corre per arreglar-ho amb els consells de Spock. Pràcticament sense temps per escapar, Kirk és transportat amb seguretat a bord de l'Enterprise mentre la Constellation explota a l'interior del Planeta Assassí, destruint el sistema d'alimentació de la màquina i deixant-la permanentment morta a l'espai. Kirk i Spock especulen que hi podria haver altres màquines del dia del judici final.

## Doblatge al català
L’episodi va ser doblada al català pels estudis Tecni-3 (primera part) i Diàleg (segona part) i emès a TV3 l’any 1989.
| Personatge                | Actor/actriu     | Veu en català                      |
| ------------------------- | ---------------- | ---------------------------------- |
| James T. Kirk             | William Shatner  | Jordi Boixaderas                   |
| Spock                     | Leonard Nimoy    | Isidre Sola i Llop                 |
| Leonard McCoy             | DeForest Kelley  | Eduard Lluís Muntada               |
| Montgomery Scott 'Scotty' | James Doohan     | Joan Carles Gustems Domènec Farell |
| Nyota Uhura               | Nichelle Nichols | Glòria Roig Azucena Díaz           |
| Hikaru Sulu               | George Takei     | Jaume Nadal Enric Cusí             |
| Pavel Chekov              | Walter Koenig    | Quim Roca Pep Madern               |
| Almirall Decker           | William Windom   | Miquel Cors                        |
| Tinent Palmer             | Elizabeth Rogers | Maria Lluïsa Magaña                |
| Oficial Kyle              | John Winston     | Jordi Vilaseca                     |
| Tinent Leslie             | Eddie Paskey     | Enric Isasi-Isasmendi              |
| Washburn                  | Richard Compton  | Antoni Forteza                     |

## Producció
L'escriptor de l'episodi Norman Spinrad va basar el guió en una novel·la "The Planet Eater" que havia estat rebutjada per diverses editorials. Va reviure la idea quan va tenir l'oportunitat de presentar-la al productor executiu Gene Roddenberry. "Vaig fer 'The Doomsday Machine' ràpid", va recordar. Spinrad havia escrit el guió pensant en l'actor Robert Ryan per interpretar el comodor Decker, però Ryan no estava disponible, a causa de compromisos previs.
Algunes fonts sostenen que l'episodi va ser influenciat per la sèrie Berserker de Fred Saberhagen, que inclou màquines de matar robòtiques construïdes com a dispositiu del dia del judici final per una carrera ara desapareguda per acabar amb els seus rivals. Tanmateix, l'autor Norman Spinrad nega la influència: "No era conscient de les coses de Saberhagen quan estava fent això, però sens dubte era conscient de Moby Dick. I, de fet, la meu novel·leta inèdita, que va ser la gènesi de "The Doomsday Machine", va ser escrita abans que les coses de Saberhagen." Els mitjans no canònics de Star Trek fan referència al dispositiu com a Berserker.
Segons una font, el model de l'USS Constellation era un model d'AMT Enterprise comercialitzat pintat i incendiat en alguns llocs pels danys de la batalla, mentre que altres fonts afirmen que el model professional més petit i menys detallat Enterprise" es va modificar per a l'episodi. També s'ha afirmat que el número d'identificació del casc de la Constellation de 1017 prové simplement de canviar els dígits dels números de casc 1701 d'un model Enterprise.
L'episodi va ser escrit com un episodi d'ampolla, és a dir, un que podria utilitzar conjunts de vaixells existents per estalviar temps i diners. Segons Spinrad, l'episodi va ser tan ben rebut per Roddenberry que li va encarregar que escrivís un altre per al còmic Milton Berle que planejava fer un gir dramàtic al programa titulat "He Walked Among Us".

## Música
La màquina del judici final inclou una partitura original completa de Sol Kaplan. L'escriptor James Lileks assenyala que la música indica aquest episodi "tenen la intenció de romandre junts, i aquesta és una de les raons per les quals l'episodi funciona com pocs altres: té una partitura simfònica única. Es reprodueix del principi al final, s'acosta." Jeff Bond  assenyala: "Tot i que va escriure només dues partitures per a la sèrie, la música del compositor de Nova York Sol Kaplan es va utilitzar sense parar durant les dues primeres temporades de l'espectacle." Tant Lileks com Bond assenyalen similituds entre aquesta música i la partitura premiada de John Williams per Tauró, gairebé una dècada. més tard. La música d'aquest episodi es va recopilar, juntament amb la partitura de "L'època de l'Amok", en el segon llançament de Crescendo Records de la música de la sèrie: el primer llançament diferent de la música dels episodis pilot.

## Seqüeles no canòniques de l'episodi
Una versió avançada del Planet Killer apareix a la novel·la de 1991 Star Trek: La nova generació Vendetta. La novel·la representa el Planeta Assassí com un prototip d'arma dissenyada per combatre el Borg, llançat desesperat quan els dissenyadors de l'arma es van adonar que els Borg els derrotarien abans que poguessin acabar els més avançats. versió. A l'episodi de 2005 de Star Trek: New Voyages, "In Harm's Way", William Windom torna a fer el seu paper de comodor Matt Decker gairebé 40 anys després. Star Trek Online inclou la màquina a la cronologia de la Federació.

## Recepció
Aquest episodi va ser nominat per a un premi Hugo el 1967.
En el 25è aniversari de la sèrie de 1991, una enquesta dels fans dels deu episodis principals de la sèrie original va classificar "La màquina del judici final" número 4 només darrere de "El problema dels Tribbles", "La ciutat a la frontera del futur" i "L'època de l'Amok".
Per al 30è aniversari de la franquícia, TV Guide va classificar "La màquina del judici final" al número 4 a la seva llista dels 10 millors episodis de Star Trek. Zack Handlen de The A.V. Club va donar a l'episodi una qualificació "A", descrivint l'episodi com "cosa molt forta", assenyalant l'eficaç creació de tensió i el desenvolupament del personatge de Decker. Handlen també va assenyalar la puntuació de Sol Kaplan que "coincideix amb la intensitat dels actors".
El 2010, SciFiNow va classificar aquest com el desè millor episodi de la sèrie original. El 2012, Christian Science Monitor va classificar aquest com el desè millor episodi de Star Trek original. El 2014, Gizmodo va classificar "La màquina del judici final" com el 18è millor episodi de Star Trek, dels més de 700 fets en aquell moment, incloses sèries posteriors.
El 2015, WhatCulture va classificar aquest com el sisè millor episodi de tots els temps de l'univers de ciència-ficció Star Trek.El 2015, Wired va recomanar no saltar-se aquest episodi a la seva guia de maratons de la sèrie original.
El 2016, The Hollywood Reporter va qualificar "La màquina del judici final" com el 48è millor episodi de televisió de tota la franquícia de televisió "Star Trek" abans de Star Trek: Discovery, incloent imatge real i la sèrie d'animació, però sense comptar les pel·lícules. Business Insider va classificar "La màquina del judici final" com el 13è millor episodi de la sèrie original. Empire el va classificar com el 9è millor dels 50 millors episodis de tots els més de 700 episodis de televisió de Star Trek. SyFy va classificar l'actuació com a estrella invitada de William Windom com l'abnegat comodor Matt Decker, com a quarta millor estrella invitada de la sèrie original. CNET va assenyalar la nau espacial Màquina del Judici Final com una de les més poderoses i importants de la franquícia Star Trek. Newsweek va classificar "La màquina del judici final" com un dels millors episodis de la sèrie original. Empire va classificar "La màquina del judici final" en el 9è lloc dels 50 capítols principals de tots Star Trek el 2016. També el 2016, The Washington Post va classificar "La màquina del judici final" com el setè millor episodi de tots els episodis de televisió de la franquícia, remarcant que era "molt entretingut" amb un "clímax emocionant".
En aquell moment, hi havia aproximadament 726 episodis i una dotzena de pel·lícules llançades. TVLine va classificar l'episodi com un dels vint millors moments de Star Trek, assenyalant la frase de Kirk, "Cavallers, suggereixo que em carregueu a bord...", a l’ Enterprise per transportar-lo fora del Constellation que està a punt d'autodestruir-se.
El 2018, Collider va classificar aquest episodi com l'11è millor episodi de sèrie original. PopMatters va classificar aquest episodi com el 20è millor episodi de la sèrie original. El van assenyalar com un "episodi de suspens" i van elogiar la partitura musical del compositor Sol Kaplan. Una guia de marató de sèries de Star Trek del 2018 de Den of Geek, va recomanar aquest episodi com un dels millors de la sèrie original.
El 2019, l’Edmonton Journal va classificar-lo com un dels deu millors moments de personatges de Spock, assenyalant la seva intervenció en el pla de Decker per destruir el vaixell i la conversa consegüent.
El 2021, Screen Rant el va classificar com el sisè millor episodi de la sèrie original de Star Trek per tornar a veure.
El 2024 Hollywood.com va classificar La màquina del judici final al número 9 dels 79 episodis de la sèrie original.